# Beverly Hills, 90210/Episodenliste

Logo zur Serie

Diese Episodenliste enthält alle Episoden der US-amerikanischen Fernsehserie Beverly Hills, 90210 in der Reihenfolge der US-amerikanischen Erstausstrahlung. Zwischen 1990 und 2000 entstanden in insgesamt zehn Staffeln 293 Episoden mit einer Länge von jeweils etwa 44 Minuten. Zu der Serie entstanden noch elf Specials, die hier nicht aufgeführt sind.

## Übersicht
| Staffel | Episodenanzahl | Erstausstrahlung USA | Erstausstrahlung USA | Deutschsprachige Erstausstrahlung | Deutschsprachige Erstausstrahlung |
| Staffel | Episodenanzahl | Staffelpremiere      | Staffelfinale        | Staffelpremiere                   | Staffelfinale                     |
| ------- | -------------- | -------------------- | -------------------- | --------------------------------- | --------------------------------- |
| 1       | 22             | 4. Oktober 1990      | 9. Mai 1991          | 4. Juli 1992                      | 5. Dezember 1992                  |
| 2       | 28             | 11. Juli 1991        | 7. Mai 1992          | 12. Dezember 1992                 | 26. Juni 1993                     |
| 3       | 30             | 15. Juli 1992        | 19. Mai 1993         | 4. Dezember 1993                  | 23. Juli 1994                     |
| 4       | 32             | 8. September 1993    | 25. Mai 1994         | 1. Oktober 1994                   | 27. Mai 1995                      |
| 5       | 32             | 7. September 1994    | 24. Mai 1995         | 9. September 1995                 | 27. April 1996                    |
| 6       | 32             | 13. September 1995   | 22. Mai 1996         | 14. September 1996                | 19. April 1997                    |
| 7       | 32             | 21. August 1996      | 21. Mai 1997         | 20. September 1997                | 9. Mai 1998                       |
| 8       | 32             | 10. September 1997   | 20. Mai 1998         | 19. September 1998                | 24. April 1999                    |
| 9       | 26             | 16. September 1998   | 19. Mai 1999         | 9. Oktober 1999                   | 15. April 2000                    |
| 10      | 27             | 8. September 1999    | 17. Mai 2000         | 7. Oktober 2000                   | 14. April 2001                    |

## Staffel 1
Die Erstausstrahlung der ersten Staffel war vom 4. Oktober 1990 bis zum 9. Mai 1991 auf dem US-amerikanischen Sender Fox zu sehen. Die deutschsprachige Erstausstrahlung sendete der deutsche Free-TV-Sender RTL vom 4. Juli bis zum 5. Dezember 1992. Die erste Staffel ist mit 22 Episoden die kürzeste der ganzen Serie.
| Nr. (ges.) | Nr. (St.) | Deutscher Titel                  | Originaltitel                   | Erstausstrahlung USA | Deutschsprachige Erstausstrahlung (D) | Regie             | Drehbuch                                             |
| ---------- | --------- | -------------------------------- | ------------------------------- | -------------------- | ------------------------------------- | ----------------- | ---------------------------------------------------- |
| 1          | 1         | Hollywood Highschool             | Class of Beverly Hills          | 4. Okt. 1990         | 4. Juli 1992                          | Tim Hunter        | Darren Star                                          |
| 2          | 2         | Sehnsucht hinter Masken          | The Green Room                  | 11. Okt. 1990        | 11. Juli 1992                         | Michael Uno       | David Stenn                                          |
| 3          | 3         | Jeder Traum hat seinen Preis     | Every Dream Has Its Price (Tag) | 18. Okt. 1990        | 18. Juli 1992                         | Catlin Adams      | Amy Spies                                            |
| 4          | 4         | Herzensbrecher                   | The First Time                  | 25. Okt. 1990        | 25. Juli 1992                         | Bethany Rooney    | Darren Star                                          |
| 5          | 5         | Der Gegenspieler                 | One on One                      | 1. Nov. 1990         | 1. Aug. 1992                          | Artie Mandelberg  | Charles Rosin                                        |
| 6          | 6         | Man lernt nie aus                | Higher Education                | 15. Nov. 1990        | 8. Aug. 1992                          | Artie Mandelberg  | Jordan Budde                                         |
| 7          | 7         | Die perfekte Mutter              | Perfect Mom                     | 22. Nov. 1990        | 15. Aug. 1992                         | Bethany Rooney    | Darren Star                                          |
| 8          | 8         | Alte Liebe                       | The 17 Year Itch                | 29. Nov. 1990        | 22. Aug. 1992                         | Jefferson Kibbee  | Amy Spies                                            |
| 9          | 9         | Das Sorgentelefon                | The Gentle Art of Listening     | 6. Dez. 1990         | 29. Aug. 1992                         | Daniel Attias     | Charles Rosin                                        |
| 10         | 10        | Nichts mit Romantik?             | Isn’t It Romantic?              | 3. Jan. 1991         | 5. Sep. 1992                          | Nancy Malone      | Karen Rosin                                          |
| 11         | 11        | Erst nippen, dann kippen         | B.Y.O.B.                        | 10. Jan. 1991        | 12. Sep. 1992                         | Miles Watkins     | Jordan Budde                                         |
| 12         | 12        | Mutter werden ist nicht schwer   | One Man and a Baby              | 24. Jan. 1991        | 19. Sep. 1992                         | Burt Brinckerhoff | Amy Spies & Darren Star                              |
| 13         | 13        | Leichen im Keller                | Slumber Party                   | 31. Jan. 1991        | 26. Sep. 1992                         | Charles Braverman | Darren Star                                          |
| 14         | 14        | Die andere Seite der Welt        | East Side Story                 | 14. Feb. 1991        | 10. Okt. 1992                         | Daniel Attias     | Charles Rosin Idee: Carmen Sternwood & Charles Rosin |
| 15         | 15        | Auf nach Palm Springs            | A Fling in Palm Springs         | 21. Feb. 1991        | 17. Okt. 1992                         | Jefferson Kibbee  | Jordan Budde                                         |
| 16         | 16        | Lockender Ruhm                   | Fame Is Where You Find It       | 28. Feb. 1991        | 24. Okt. 1992                         | Paul Schneider    | Karen Rosin & Charles Rosin                          |
| 17         | 17        | Alles nicht so einfach           | Stand (Up) and Deliver          | 7. März 1991         | 31. Okt. 1992                         | Burt Brinckerhoff | Amy Spies                                            |
| 18         | 18        | Wird schon nicht so schlimm sein | It’s Only a Test                | 28. März 1991        | 7. Nov. 1992                          | Charles Braverman | Darren Star                                          |
| 19         | 19        | Scheußlich, dieser April         | April Is the Cruelest Month     | 11. Apr. 1991        | 14. Nov. 1992                         | Daniel Attias     | Steve Wasserman & Jessica Klein                      |
| 20         | 20        | Von Kindern und Hunden           | Spring Training                 | 25. Apr. 1991        | 21. Nov. 1992                         | Burt Brinckerhoff | Charles Rosin                                        |
| 21         | 21        | Frühlingserwachen                | Spring Dance                    | 2. Mai 1991          | 28. Nov. 1992                         | Darren Star       | Darren Star                                          |
| 22         | 22        | Eine schwere Entscheidung        | Home Again                      | 9. Mai 1991          | 5. Dez. 1992                          | Charles Braverman | Amy Spies                                            |

## Staffel 2
Die Erstausstrahlung der zweiten Staffel war vom 11. Juli 1991 bis zum 7. Mai 1992 auf dem US-amerikanischen Sender Fox zu sehen. Die deutschsprachige Erstausstrahlung sendete der deutsche Free-TV-Sender RTL vom 12. Dezember 1992 bis zum 26. Juni 1993.
| Nr. (ges.) | Nr. (St.) | Deutscher Titel                 | Originaltitel                               | Erstausstrahlung USA | Deutschsprachige Erstausstrahlung (D) | Regie             | Drehbuch                                                                                 |
| ---------- | --------- | ------------------------------- | ------------------------------------------- | -------------------- | ------------------------------------- | ----------------- | ---------------------------------------------------------------------------------------- |
| 23         | 1         | Trennungen                      | Beach Blanket Brandon                       | 11. Juli 1991        | 12. Dez. 1992                         | Charles Braverman | Darren Star                                                                              |
| 24         | 2         | Ein verlockendes Angebot        | The Party Fish                              | 18. Juli 1991        | 19. Dez. 1992                         | Daniel Attias     | Charles Rosin                                                                            |
| 25         | 3         | Sommerflirt                     | Summer Storm                                | 25. Juli 1991        | 2. Jan. 1993                          | Charles Braverman | Steve Wasserman & Jessica Klein                                                          |
| 26         | 4         | Nächtliche Spiele               | Anaconda                                    | 1. Aug. 1991         | 9. Jan. 1993                          | Daniel Attias     | Jonathan Roberts                                                                         |
| 27         | 5         | Der kleine Bruder               | Play It Again, David                        | 8. Aug. 1991         | 16. Jan. 1993                         | Charles Braverman | Sherri Ziff                                                                              |
| 28         | 6         | Sommerszenen                    | Pass/Not Pass                               | 15. Aug. 1991        | 23. Jan. 1993                         | Jefferson Kibbee  | Allison Adler                                                                            |
| 29         | 7         | Ein Unglück kommt selten allein | Camping Trip                                | 29. Aug. 1991        | 30. Jan. 1993                         | Jeff Melman       | Karen Rosin                                                                              |
| 30         | 8         | Die Neue                        | Wildfire                                    | 12. Sep. 1991        | 6. Feb. 1993                          | Daniel Attias     | Steve Wasserman & Jessica Klein                                                          |
| 31         | 9         | Schwarz auf weiß                | Ashes to Ashes                              | 19. Sep. 1991        | 13. Feb. 1993                         | Charles Braverman | Charles Rosin & Judi Ann Mason                                                           |
| 32         | 10        | Die Mutter aus dem Baumhaus     | Necessity Is a Mother                       | 26. Sep. 1991        | 20. Feb. 1993                         | Jefferson Kibbee  | Steve Wasserman & Jessica Klein                                                          |
| 33         | 11        | Von ganzem Herzen               | Leading from the Heart                      | 10. Okt. 1991        | 27. Feb. 1993                         | Daniel Attias     | Darren Star                                                                              |
| 34         | 12        | Tapetenwechsel                  | Down and Out (of District) in Beverly Hills | 17. Okt. 1991        | 6. März 1993                          | Charles Braverman | Karen Rosin Idee: Karen Rosin & Allison Adler                                            |
| 35         | 13        | Verkleidungen                   | Halloween                                   | 31. Okt. 1991        | 13. März 1993                         | Michael Katleman  | Jonathan Roberts                                                                         |
| 36         | 14        | Zeichen der Zeit                | The Next 50 Years                           | 7. Nov. 1991         | 20. März 1993                         | Daniel Attias     | Karen Rosin & Charles Rosin                                                              |
| 37         | 15        | Aktion Eiertausch               | U4EA                                        | 14. Nov. 1991        | 27. März 1993                         | Charles Braverman | Allison Adler                                                                            |
| 38         | 16        | Hilferufe                       | My Desperate Valentine                      | 21. Nov. 1991        | 3. Apr. 1993                          | Jeff Melman       | Michael Swerdlick                                                                        |
| 39         | 17        | Das Ekel                        | Chuckie’s Back                              | 12. Dez. 1991        | 10. Apr. 1993                         | Bradley Gross     | Steve Wasserman & Jessica Klein Idee: Steve Wasserman, Jessica Klein & Michael Swerdlick |
| 40         | 18        | Fröhliche Weihnachten           | A Walsh Family Christmas                    | 19. Dez. 1991        | 17. Apr. 1993                         | Darren Star       | Darren Star                                                                              |
| 41         | 19        | Die Eisprinzessin               | Fire and Ice                                | 9. Jan. 1992         | 24. Apr. 1993                         | Jeff Melman       | Carl Sautter                                                                             |
| 42         | 20        | Schmutziger Vorteil             | A Competitive Edge                          | 23. Jan. 1992        | 1. Mai 1993                           | David Carson      | Charles Rosin & Jonathan Roberts Idee: Douglas Brooks West                               |
| 43         | 21        | Reine Erfahrungssache           | Everybody’s Talkin’ ’Bout It                | 6. Feb. 1992         | 8. Mai 1993                           | Daniel Attias     | Karen Rosin & Charles Rosin                                                              |
| 44         | 22        | Nicht weitersagen               | Baby Makes Five                             | 13. Feb. 1992        | 15. Mai 1993                          | Bill D’Elia       | Steve Wasserman & Jessica Klein                                                          |
| 45         | 23        | Karaoke-Rausch                  | Cardio-Funk                                 | 27. Feb. 1992        | 22. Mai 1993                          | Daniel Attias     | Steve Wasserman & Jessica Klein                                                          |
| 46         | 24        | Nur nicht zu früh aufgeben      | The Pit and the Pendulum                    | 19. März 1992        | 29. Mai 1993                          | Daniel Attias     | Larry Barber & Paul Barber                                                               |
| 47         | 25        | Der Überfall                    | Meeting Mr. Pony                            | 2. Apr. 1992         | 5. Juni 1993                          | Bradley Gross     | Jonathan Lemkin, Karen Rosin, Charles Rosin & Darren Star Idee: Jonathan Lemkin          |
| 48         | 26        | Ein verregneter Tag             | Things to Do on a Rainy Day                 | 23. Apr. 1992        | 12. Juni 1993                         | Bethany Rooney    | Jonathan Roberts & Maria Semple                                                          |
| 49         | 27        | Mexikanisches Wochenende        | Mexican Standoff                            | 30. Apr. 1992        | 19. Juni 1993                         | Bradley Gross     | Steve Wasserman & Jessica Klein                                                          |
| 50         | 28        | Die Hochzeit                    | Wedding Bell Blues                          | 7. Mai 1992          | 26. Juni 1993                         | Jeff Melman       | Darren Star                                                                              |

## Staffel 3
Die Erstausstrahlung der dritten Staffel war vom 15. Juli 1992 bis zum 19. Mai 1993 auf dem US-amerikanischen Sender Fox zu sehen. Die deutschsprachige Erstausstrahlung sendete der deutsche Free-TV-Sender RTL vom 4. Dezember 1993 bis zum 23. Juli 1994.
| Nr. (ges.) | Nr. (St.) | Deutscher Titel              | Originaltitel                                | Erstausstrahlung USA | Deutschsprachige Erstausstrahlung (D) | Regie               | Drehbuch                                      |
| ---------- | --------- | ---------------------------- | -------------------------------------------- | -------------------- | ------------------------------------- | ------------------- | --------------------------------------------- |
| 51         | 1         | Ein lausiger Kellner         | Misery Loves Company                         | 15. Juli 1992        | 4. Dez. 1993                          | Jeff Melman         | Steve Wasserman & Jessica Klein               |
| 52         | 2         | Nicht ehetauglich            | The Twins, the Trustee and the Very Big Trip | 22. Juli 1992        | 11. Dez. 1993                         | David Carson        | Charles Rosin                                 |
| 53         | 3         | Liebeskummer                 | Too Little, Too Late/Paris 75001             | 29. Juli 1992        | 18. Dez. 1993                         | Daniel Attias       | Jonathan Roberts, Maria Semple & Karen Rosin  |
| 54         | 4         | Sex, Lügen und Volleyball    | Sex, Lies and Volleyball/Photo Fini          | 5. Aug. 1992         | 15. Jan. 1994                         | Jeff Melman         | Chris Brancato, Kenneth Biller & Karen Rosin  |
| 55         | 5         | Kreuzfeuer der Liebe         | Shooting Star/American in Paris              | 12. Aug. 1992        | 22. Jan. 1994                         | Daniel Attias       | Steve Wassermann, Jessica Klein & Karen Rosin |
| 56         | 6         | Sandburgen und Luftschlösser | Castles in the Sand                          | 19. Aug. 1992        | 29. Jan. 1994                         | Paul Lazarus        | Ann Donahue                                   |
| 57         | 7         | Der Neuling                  | A Song of Myself                             | 9. Sep. 1992         | 5. Feb. 1994                          | Jeff Melman         | Chris Brancato & Kenneth Biller               |
| 58         | 8         | Blick hinter die Kulissen    | The Back Story                               | 16. Sep. 1992        | 12. Feb. 1994                         | Bradley Gross       | Karen Rosin                                   |
| 59         | 9         | College-Fieber               | Highwire                                     | 23. Sep. 1992        | 19. Feb. 1994                         | Bethany Rooney      | Star Frohman                                  |
| 60         | 10        | Brandons Alleingang          | Home and Away                                | 7. Okt. 1992         | 26. Feb. 1994                         | Jack Bender         | Chip Johannessen                              |
| 61         | 11        | Geheuchelte Unschuld         | A Presumption of Innocence                   | 21. Okt. 1992        | 5. März 1994                          | Bethany Rooney      | Karen Rosin                                   |
| 62         | 12        | Schicksalsstunden            | Destiny Rides Again                          | 4. Nov. 1992         | 12. März 1994                         | Christopher Hibler  | Steve Wasserman & Jessica Klein               |
| 63         | 13        | Vertrauensbrüche             | Rebel with a Cause                           | 11. Nov. 1992        | 19. März 1994                         | Daniel Attias       | Star Frohman                                  |
| 64         | 14        | Die Panne                    | Wild Horses                                  | 18. Nov. 1992        | 26. März 1994                         | Bobby Roth          | Chris Brancato & Kenneth Biller               |
| 65         | 15        | Sei nett zu Fremden          | The Kindness of Strangers                    | 25. Nov. 1992        | 9. Apr. 1994                          | Richard Lang        | Steve Wasserman & Jessica Klein               |
| 66         | 16        | Wunder dauern etwas länger   | It’s a Totally Happening Life                | 16. Dez. 1992        | 16. Apr. 1994                         | Richard Lang        | Karen Rosin & Charles Rosin                   |
| 67         | 17        | Die Mutprobe                 | The Game Is Chicken                          | 6. Jan. 1993         | 23. Apr. 1994                         | Jack Bender         | Chip Johannessen                              |
| 68         | 18        | Männerfantasien              | Midlife… Now What?                           | 13. Jan. 1993        | 30. Apr. 1994                         | Robert Becker       | Lana Freistat Melman                          |
| 69         | 19        | Treue ist nur ein Wort       | Back in the High Life Again                  | 27. Jan. 1993        | 7. Mai 1994                           | Bill D’Elia         | Steve Wasserman & Jessica Klein               |
| 70         | 20        | Die Unterschrift             | Parental Guidance Recommended                | 3. Feb. 1993         | 14. Mai 1994                          | Gwen Arner          | Chip Johannessen                              |
| 71         | 21        | Zahltag                      | Dead End                                     | 10. Feb. 1993        | 21. Mai 1994                          | Jeff Melman         | Star Frohman                                  |
| 72         | 22        | Der heimliche Held           | The Child Is Father to the Man               | 17. Feb. 1993        | 28. Mai 1994                          | James Whitmore, Jr. | Karen Rosin & Charles Rosin                   |
| 73         | 23        | Spielschulden                | Duke’s Bad Boy                               | 3. März 1993         | 4. Juni 1994                          | Robert Becker       | Steve Wasserman & Jessica Klein               |
| 74         | 24        | Traumfrauen                  | Perfectly Perfect                            | 24. März 1993        | 11. Juni 1994                         | Bethany Rooney      | Gillian Horvath                               |
| 75         | 25        | Die Besten des Jahres        | Senior Poll                                  | 7. Apr. 1993         | 18. Juni 1994                         | Christopher Hibler  | Chip Johannessen                              |
| 76         | 26        | Frühstücksgäste              | She Came In Through the Bathroom Window      | 21. Apr. 1993        | 25. Juni 1994                         | Jason Priestley     | Ken Stringer                                  |
| 77         | 27        | Eine heiße Nacht             | A Night to Remember                          | 28. Apr. 1993        | 9. Juli 1994                          | Richard Lang        | Steve Wasserman & Jessica Klein               |
| 78         | 28        | Für ein Glas zu viel         | Something in the Air                         | 12. Mai 1993         | 16. Juli 1994                         | James Whitmore, Jr. | Steve Wasserman & Jessica Klein               |
| 79         | 29        | Die Abschlussfeier – Teil 1  | Commencement (Part 1)                        | 19. Mai 1993         | 23. Juli 1994                         | Daniel Attias       | Karen Rosin & Charles Rosin                   |
| 80         | 30        | Die Abschlussfeier – Teil 2  | Commencement (Part 2)                        | 19. Mai 1993         | 23. Juli 1994                         | Daniel Attias       | Karen Rosin & Charles Rosin                   |

## Staffel 4
Die Erstausstrahlung der vierten Staffel war vom 8. September 1993 bis zum 25. Mai 1994 auf dem US-amerikanischen Sender Fox zu sehen. Die deutschsprachige Erstausstrahlung sendete der deutsche Free-TV-Sender RTL vom 1. Oktober 1994 bis zum 27. Mai 1995.
| Nr. (ges.) | Nr. (St.) | Deutscher Titel                         | Originaltitel                               | Erstausstrahlung USA | Deutschsprachige Erstausstrahlung (D) | Regie               | Drehbuch                                           |
| ---------- | --------- | --------------------------------------- | ------------------------------------------- | -------------------- | ------------------------------------- | ------------------- | -------------------------------------------------- |
| 81         | 1         | Schwerer Abschied und Neuanfang         | So Long, Farewell, Auf Wiedersehen, Goodbye | 8. Sep. 1993         | 1. Okt. 1994                          | Bill D’Elia         | Charles Rosin                                      |
| 82         | 2         | Das Mädchen aus New York                | The Girl from New York City                 | 15. Sep. 1993        | 8. Okt. 1994                          | Jeff Melman         | Steve Wasserman & Jessica Klein                    |
| 83         | 3         | Ein heilloses Durcheinander             | The Little Fish                             | 22. Sep. 1993        | 15. Okt. 1994                         | Gilbert Shilton     | Larry Mollin                                       |
| 84         | 4         | Es leben die Griechen                   | Greek to Me                                 | 29. Sep. 1993        | 22. Okt. 1994                         | Bethany Rooney      | Chip Johannessen                                   |
| 85         | 5         | Der erste Collegetag                    | Radio Daze                                  | 6. Okt. 1993         | 29. Okt. 1994                         | Richard Lang        | Richard Gollance                                   |
| 86         | 6         | Alte Autos – neue Gefühle               | Strangers in the Night                      | 13. Okt. 1993        | 5. Nov. 1994                          | James Eckhouse      | Jennifer Flackett                                  |
| 87         | 7         | Sorgenkinder                            | Moving Targets                              | 20. Okt. 1993        | 12. Nov. 1994                         | Paul Schneider      | Larry Mollin                                       |
| 88         | 8         | Der Tag der Ringe                       | Twenty Years Ago Today                      | 27. Okt. 1993        | 19. Nov. 1994                         | James Whitmore, Jr. | Steve Wasserman & Jessica Klein                    |
| 89         | 9         | Die Verlobung                           | Otherwise Engaged                           | 3. Nov. 1993         | 26. Nov. 1994                         | Daniel Attias       | Jennifer Flackett                                  |
| 90         | 10        | Der schönste Tag im Leben               | And Did It… My Way                          | 10. Nov. 1993        | 3. Dez. 1994                          | Jason Priestley     | Richard Gollance                                   |
| 91         | 11        | Auf die harte Tour                      | Take Back the Night                         | 17. Nov. 1993        | 10. Dez. 1994                         | James Whitmore, Jr. | Chip Johannessen                                   |
| 92         | 12        | Zufällige Begegnung                     | Radar Love                                  | 24. Nov. 1993        | 17. Dez. 1994                         | Paul Schneider      | Steve Wasserman & Jessica Klein                    |
| 93         | 13        | Mut zum Risiko                          | Emily                                       | 1. Dez. 1993         | 14. Jan. 1995                         | Richard Lang        | Steve Wasserman & Jessica Klein                    |
| 94         | 14        | Das ideale Paar                         | Windstruck                                  | 15. Dez. 1993        | 21. Jan. 1995                         | Gilbert Shilton     | Larry Mollin & Richard Gollance                    |
| 95         | 15        | Weihnachten mit Hindernissen            | Somewhere in the World It’s Christmas       | 22. Dez. 1993        | 28. Jan. 1995                         | Bradley Gross       | Charles Rosin                                      |
| 96         | 16        | Die Zerreißprobe                        | Crunch Time                                 | 5. Jan. 1994         | 4. Feb. 1995                          | Les Landau          | Richard Gollance & Larry Mollin                    |
| 97         | 17        | Blut ist dicker als Wasser              | Thicker than Water                          | 12. Jan. 1994        | 11. Feb. 1995                         | Michael Lange       | Lana Freistat Melman                               |
| 98         | 18        | Die Herzattacke                         | Heartbreaker                                | 26. Jan. 1994        | 18. Feb. 1995                         | Paul Schneider      | Chip Johannessen                                   |
| 99         | 19        | Feministische Schachzüge                | The Labors of Love                          | 2. Feb. 1994         | 25. Feb. 1995                         | Jefferson Kibbee    | Rosanne Welch & Christine Pettit                   |
| 100        | 20        | Drogenrazzia                            | Scared Very Straight                        | 9. Feb. 1994         | 4. März 1995                          | Chip Chalmers       | Gary Rosen                                         |
| 101        | 21        | Süchtig nach Liebe                      | Addicted to Love                            | 16. Feb. 1994        | 11. März 1995                         | Les Landau          | Larry Mollin & Richard Gollance                    |
| 102        | 22        | Partnertausch                           | Change Partners                             | 23. Feb. 1994        | 18. März 1995                         | Bethany Rooney      | Chip Johannessen                                   |
| 103        | 23        | Ein Hundeleben                          | A Pig Is a Boy Is a Dog                     | 2. März 1994         | 25. März 1995                         | Daniel Attias       | Richard Gollance & Larry Mollin                    |
| 104        | 24        | Enttäuschung und Versöhnung             | Cuffs and Links                             | 16. März 1994        | 1. Apr. 1995                          | Gilbert Shilton     | Steve Wasserman & Jessica Klein                    |
| 105        | 25        | Wendys Tagebuch                         | The Time Has Come Today                     | 23. März 1994        | 8. Apr. 1995                          | Jason Priestley     | Charles Rosin Idee: Charles Rosin & Mick Gallinson |
| 106        | 26        | Der Vertrauensbeweis                    | Blind Spot                                  | 6. Apr. 1994         | 22. Apr. 1995                         | Michael Lange       | Ken Stringer                                       |
| 107        | 27        | Schauspielerinnen                       | Divas                                       | 20. Apr. 1994        | 29. Apr. 1995                         | David Semel         | Larry Mollin                                       |
| 108        | 28        | Die Chance ihres Lebens                 | Acting Out                                  | 27. Apr. 1994        | 6. Mai 1995                           | Jeff Melman         | Chip Johannessen                                   |
| 109        | 29        | Gerüchte                                | Truth and Consequences                      | 4. Mai 1994          | 13. Mai 1995                          | James Eckhouse      | Richard Gollance                                   |
| 110        | 30        | Das Ende eines Alptraums                | Vital Signs                                 | 11. Mai 1994         | 20. Mai 1995                          | Daniel Attias       | Larry Mollin                                       |
| 111        | 31        | Mr. Walsh geht nach Washington – Teil 1 | Mr. Walsh Goes to Washington (Part 1)       | 25. Mai 1994         | 27. Mai 1995                          | Michael Lange       | Steve Wasserman, Jessica Klein & Charles Rosin     |
| 112        | 32        | Mr. Walsh geht nach Washington – Teil 2 | Mr. Walsh Goes to Washington (Part 2)       | 25. Mai 1994         | 27. Mai 1995                          | Michael Lange       | Steve Wasserman, Jessica Klein & Charles Rosin     |

## Staffel 5
Die Erstausstrahlung der fünften Staffel war vom 7. September 1994 bis zum 24. Mai 1995 auf dem US-amerikanischen Sender Fox zu sehen. Die deutschsprachige Erstausstrahlung sendete der deutsche Free-TV-Sender RTL vom 9. September 1995 bis zum 27. April 1996.
| Nr. (ges.) | Nr. (St.) | Deutscher Titel             | Originaltitel                                      | Erstausstrahlung USA | Deutschsprachige Erstausstrahlung (D) | Regie               | Drehbuch                                                                           |
| ---------- | --------- | --------------------------- | -------------------------------------------------- | -------------------- | ------------------------------------- | ------------------- | ---------------------------------------------------------------------------------- |
| 113        | 1         | Schöne Ferien               | What I Did on My Summer Vacation and Other Stories | 7. Sep. 1994         | 9. Sep. 1995                          | Michael Lange       | Larry Mollin & Charles Rosin                                                       |
| 114        | 2         | Momente der Wahrheit        | Under the Influence                                | 14. Sep. 1994        | 16. Sep. 1995                         | Scott Paulin        | Chip Johannessen                                                                   |
| 115        | 3         | Alles oder nichts           | A Clean Slate                                      | 21. Sep. 1994        | 23. Sep. 1995                         | Bethany Rooney      | Richard Gollance                                                                   |
| 116        | 4         | Jetzt erst recht            | Life After Death                                   | 28. Sep. 1994        | 30. Sep. 1995                         | James Whitmore, Jr. | Steve Wasserman & Jessica Klein                                                    |
| 117        | 5         | Partystimmung               | Rave On                                            | 5. Okt. 1994         | 7. Okt. 1995                          | David Semel         | Larry Mollin                                                                       |
| 118        | 6         | Eine Frage des Gewissens    | Homecoming                                         | 12. Okt. 1994        | 14. Okt. 1995                         | Gilbert Shilton     | Meredith Stiehm                                                                    |
| 119        | 7         | Kindheitserinnerungen       | Who’s Zoomin’ Who?                                 | 19. Okt. 1994        | 21. Okt. 1995                         | Gabrielle Beaumont  | Karen Rosin                                                                        |
| 120        | 8         | Halloween                   | Things That Go Bang in the Night                   | 26. Okt. 1994        | 28. Okt. 1995                         | Jason Priestley     | Chip Johannessen                                                                   |
| 121        | 9         | Rettungsversuche            | Intervention                                       | 2. Nov. 1994         | 4. Nov. 1995                          | Daniel Attias       | Steve Wasserman & Jessica Klein                                                    |
| 122        | 10        | Die Träume des Dylan McKay  | The Dreams of Dylan McKay                          | 9. Nov. 1994         | 11. Nov. 1995                         | Scott Paulin        | Charles Rosin                                                                      |
| 123        | 11        | Die Abstimmung              | Hate Is Just a Four Letter Word                    | 16. Nov. 1994        | 18. Nov. 1995                         | Les Landau          | Charles Rosin Idee: Richard Gollance                                               |
| 124        | 12        | Stones-Fieber               | Rock of Ages                                       | 23. Nov. 1994        | 25. Nov. 1995                         | David Semel         | Larry Mollin                                                                       |
| 125        | 13        | Feueralarm                  | Up in Flames                                       | 30. Nov. 1994        | 2. Dez. 1995                          | Gilbert Shilton     | Meredith Stiehm                                                                    |
| 126        | 14        | Im Namen der Gerechtigkeit  | Injustice for All                                  | 14. Dez. 1994        | 9. Dez. 1995                          | Michael Lange       | Karen Rosin                                                                        |
| 127        | 15        | Weihnachtsüberraschungen    | Christmas Comes This Time Each Year                | 21. Dez. 1994        | 16. Dez. 1995                         | Richard Lang        | Max Eisenberg Idee: Steve Wasserman & Jessica Klein                                |
| 128        | 16        | Neue Freundschaft           | Sentenced to Life                                  | 4. Jan. 1995         | 23. Dez. 1995                         | Jack Bender         | Steve Wasserman & Jessica Klein Idee: Steve Wasserman, Jessica Klein & Ian Ziering |
| 129        | 17        | Eine völlig neue Erfahrung  | Sweating It Out                                    | 11. Jan. 1995        | 13. Jan. 1996                         | Jason Priestley     | Chip Johannessen                                                                   |
| 130        | 18        | Millionendiebe              | Hazardous to Your Health                           | 18. Jan. 1995        | 20. Jan. 1996                         | James Whitmore, Jr. | Larry Mollin                                                                       |
| 131        | 19        | Alte Bekannte               | Little Monsters                                    | 1. Feb. 1995         | 27. Jan. 1996                         | James Eckhouse      | Meredith Stiehm                                                                    |
| 132        | 20        | Valentinstag                | You Gotta Have Heart                               | 8. Feb. 1995         | 3. Feb. 1996                          | Gilbert Shilton     | Max Eisenberg                                                                      |
| 133        | 21        | Enthüllungen                | Stormy Weather                                     | 15. Feb. 1995        | 10. Feb. 1996                         | Bethany Rooney      | Lana Freistat Melman Idee: Larry Mollin                                            |
| 134        | 22        | Höhenluft macht einsam      | Alone at the Top                                   | 22. Feb. 1995        | 17. Feb. 1996                         | Victor Lobl         | Steve Wasserman & Jessica Klein                                                    |
| 135        | 23        | Irrwege der Liebe           | Love Hurts                                         | 1. März 1995         | 24. Feb. 1996                         | Gilbert Shilton     | Ken Stringer Idee: Larry Mollin                                                    |
| 136        | 24        | Videospiele                 | Unreal World                                       | 15. März 1995        | 2. März 1996                          | David Semel         | Meredith Stiehm Idee: Larry Mollin                                                 |
| 137        | 25        | Quizkandidaten              | Double Jeopardy                                    | 29. März 1995        | 9. März 1996                          | Richard Lang        | Christine McCarthy & Sam Sarkar                                                    |
| 138        | 26        | Absturz                     | A Song for My Mother                               | 5. Apr. 1995         | 16. März 1996                         | Chip Chalmers       | Max Eisenberg                                                                      |
| 139        | 27        | Rap, Hip-Hop und Gewalt     | Squash It                                          | 12. Apr. 1995        | 23. März 1996                         | Les Landau          | Phil Savath Idee: Larry Mollin                                                     |
| 140        | 28        | Comeback                    | Girls on the Side                                  | 3. Mai 1995          | 30. März 1996                         | Victor Lobl         | Meredith Stiehm                                                                    |
| 141        | 29        | Trip in die Vergangenheit   | The Real McCoy                                     | 10. Mai 1995         | 6. Apr. 1996                          | Jason Priestley     | Charles Rosin Idee: Charles Rosin & Larry Mollin                                   |
| 142        | 30        | Die Qual der Wahl           | Hello Life, Goodbye Beverly Hills                  | 17. Mai 1995         | 13. Apr. 1996                         | James Whitmore, Jr. | Steve Wasserman & Jessica Klein                                                    |
| 143        | 31        | Beziehungsprobleme – Teil 1 | P.S. I Love You (Part 1)                           | 24. Mai 1995         | 20. Apr. 1996                         | Victor Lobl         | Larry Mollin & Chip Johannessen                                                    |
| 144        | 32        | Beziehungsprobleme – Teil 2 | P.S. I Love You (Part 2)                           | 24. Mai 1995         | 27. Apr. 1996                         | Victor Lobl         | Larry Mollin & Chip Johannessen                                                    |

## Staffel 6
Die Erstausstrahlung der sechsten Staffel war vom 13. September 1995 bis zum 22. Mai 1996 auf dem US-amerikanischen Sender Fox zu sehen. Die deutschsprachige Erstausstrahlung sendete der deutsche Free-TV-Sender RTL vom 14. September 1996 bis zum 19. April 1997.
| Nr. (ges.) | Nr. (St.) | Deutscher Titel                        | Originaltitel                       | Erstausstrahlung USA | Deutschsprachige Erstausstrahlung (D) | Regie               | Drehbuch |
| ---------- | --------- | -------------------------------------- | ----------------------------------- | -------------------- | ------------------------------------- | ------------------- | --- |
| 145        | 1         | Wieder zu Hause                        | Home Is Where the Tart Is           | 13. Sep. 1995        | 14. Sep. 1996                         | Michael Lange       | Steve Wasserman & Jessica Klein                                                                                            |
| 146        | 2         | Kellys Geburtstag                      | Buffalo Gals                        | 13. Sep. 1995        | 21. Sep. 1996                         | James Whitmore, Jr. | Michael Lyons & Kimberley Wells                                                                                            |
| 147        | 3         | Typisch Männer                         | Must Be a Guy Thing                 | 20. Sep. 1995        | 28. Sep. 1996                         | Jason Priestley     | John Eisendrath |
| 148        | 4         | Nur die Rose bleibt zurück …           | Everything’s Coming Up Roses        | 27. Sep. 1995        | 5. Okt. 1996                          | Victor Lobl         | Dinah Kirgo |
| 149        | 5         | Die Dinnerparty                        | Lover’s Leap                        | 4. Okt. 1995         | 12. Okt. 1996                         | Bethany Rooney      | Ken Stringer |
| 150        | 6         | Sprachlos                              | Speechless                          | 18. Okt. 1995        | 19. Okt. 1996                         | David Semel         | Larry Mollin & Meredith Stiehm                                                                                             |
| 151        | 7         | Verletzte Gefühle                      | Violated                            | 25. Okt. 1995        | 26. Okt. 1996                         | Christopher Hibler  | Meredith Stiehm & Larry Mollin                                                                                             |
| 152        | 8         | Halloween VI: Der Fluch des Ray Pruit  | Gypsies, Cramps and Fleas           | 1. Nov. 1995         | 2. Nov. 1996                          | Burt Brinckerhoff   | Christine McCarthy & Sam Sarkar                                                                                            |
| 153        | 9         | Schockzustände                         | Earthquake Weather                  | 6. Nov. 1995         | 9. Nov. 1996                          | Gilbert Shilton     | Michael Lyons & Kimberley Wells                                                                                            |
| 154        | 10        | Eine Hochzeit und ein Todesfall        | One Wedding and a Funeral           | 8. Nov. 1995         | 16. Nov. 1996                         | James Whitmore, Jr. | Steve Wasserman |
| 155        | 11        | Trauer                                 | Offensive Interference              | 15. Nov. 1995        | 23. Nov. 1996                         | Scott Paulin        | Larry Mollin |
| 156        | 12        | Erntedank                              | Breast Side Up                      | 22. Nov. 1995        | 30. Nov. 1996                         | David Semel         | Jessica Klein |
| 157        | 13        | Finale vor Gericht                     | Courting                            | 29. Nov. 1995        | 7. Dez. 1996                          | Gilbert Shilton     | John Eisendrath |
| 158        | 14        | Nach all den Jahren …                  | Fortunate Son                       | 13. Dez. 1995        | 14. Dez. 1996                         | James Fargo         | Lana Freistat Melman, Steve Wasserman, John Eisendrath & John Whelpley Idee: Steve Wasserman, Larry Mollin & Jessica Klein |
| 159        | 15        | Rückkehr zum Fest der Liebe            | Angels We Have Heard On High        | 20. Dez. 1995        | 21. Dez. 1996                         | Jason Priestley     | Phil Savath Idee: Larry Mollin                                                                                             |
| 160        | 16        | Zurück in die Vergangenheit            | Turn Back the Clock                 | 3. Jan. 1996         | 28. Dez. 1996                         | Graeme Lynch        | Larry Mollin |
| 161        | 17        | Zerstörte Hoffnung                     | Fade In, Fade Out                   | 10. Jan. 1996        | 4. Jan. 1997                          | Jason Priestley     | Meredith Stiehm Idee: Steve Wasserman & Jessica Klein                                                                      |
| 162        | 18        | Mit Blindheit geschlagen               | Snowbound                           | 17. Jan. 1996        | 11. Jan. 1997                         | Chip Chalmers       | John Whelpley |
| 163        | 19        | Nancys Entscheidung                    | Nancy’s Choice                      | 31. Jan. 1996        | 18. Jan. 1997                         | James Whitmore, Jr. | John Eisendrath |
| 164        | 20        | Tor zur Hölle                          | Flying                              | 7. Feb. 1996         | 25. Jan. 1997                         | Chip Chalmers       | Phil Savath Idee: Larry Mollin                                                                                             |
| 165        | 21        | Blutende Herzen                        | Bleeding Hearts                     | 14. Feb. 1996        | 1. Feb. 1997                          | Jason Priestley     | Lana Freistat Melman Idee: Larry Mollin                                                                                    |
| 166        | 22        | Mary, wo ist dein Sieg?                | All This and Mary Too               | 21. Feb. 1996        | 8. Feb. 1997                          | James Fargo         | Sam Sarkar |
| 167        | 23        | Schicksalsmelodie                      | Leap of Faith                       | 28. Feb. 1996        | 15. Feb. 1997                         | Christopher Hibler  | Ken Stringer |
| 168        | 24        | Erlebnisse besonderer Art              | Coming Out, Getting Out, Going Out  | 13. März 1996        | 22. Feb. 1997                         | Gilbert Shilton     | John Whelpley |
| 169        | 25        | Wenn die Seele brennt                  | Smashed                             | 20. März 1996        | 1. März 1997                          | Charles Correll     | Meredith Stiehm |
| 170        | 26        | Es bahnt sich etwas an …               | Flirting with Disaster              | 3. Apr. 1996         | 8. März 1997                          | David Semel         | John Eisendrath |
| 171        | 27        | Spiel mit dem Feuer                    | Strike the Match                    | 10. Apr. 1996        | 15. März 1997                         | James Darren        | Steve Wasserman |
| 172        | 28        | Schmerzensgrenze                       | The Big Hurt                        | 1. Mai 1996          | 22. März 1997                         | Frank Thackery      | Larry Mollin |
| 173        | 29        | Das große Los                          | Ticket to Ride                      | 8. Mai 1996          | 29. März 1997                         | Anson Williams      | Meredith Stiehm & John Whelpley                                                                                            |
| 174        | 30        | Die unerfüllten Träume                 | Ray of Hope                         | 15. Mai 1996         | 5. Apr. 1997                          | Gilbert Shilton     | Phil Savath Idee: Jessica Klein                                                                                            |
| 175        | 31        | Unverhofft kommt manchmal oft – Teil 1 | You Say It’s Your Birthday (Part 1) | 22. Mai 1996         | 12. Apr. 1997                         | Michael Lange       | Larry Mollin & Steve Wasserman                                                                                             |
| 176        | 32        | Unverhofft kommt manchmal oft – Teil 2 | You Say It’s Your Birthday (Part 2) | 22. Mai 1996         | 19. Apr. 1997                         | Michael Lange       | Larry Mollin & Steve Wasserman                                                                                             |

## Staffel 7
Die Erstausstrahlung der siebten Staffel war vom 21. August 1996 bis zum 21. Mai 1997 auf dem US-amerikanischen Sender Fox zu sehen. Die deutschsprachige Erstausstrahlung sendete der deutsche Free-TV-Sender RTL vom 20. September 1997 bis zum 9. Mai 1998.
| Nr. (ges.) | Nr. (St.) | Deutscher Titel                                         | Originaltitel             | Erstausstrahlung USA | Deutschsprachige Erstausstrahlung (D) | Regie               | Drehbuch                                       |
| ---------- | --------- | ------------------------------------------------------- | ------------------------- | -------------------- | ------------------------------------- | ------------------- | ---------------------------------------------- |
| 177        | 1         | Wilder Westen inklusive!                                | Remember the Alamo        | 21. Aug. 1996        | 20. Sep. 1997                         | James Whitmore, Jr. | Larry Mollin                                   |
| 178        | 2         | Auf ein Neues                                           | Here We Go Again          | 28. Aug. 1996        | 27. Sep. 1997                         | Anson Williams      | Steve Wasserman                                |
| 179        | 3         | Fast unehelich …                                        | A Mate for Life           | 4. Sep. 1996         | 4. Okt. 1997                          | Burt Brinckerhoff   | John Whelpley                                  |
| 180        | 4         | Nur ein paar Tropfen Blut                               | Disappearing Act          | 11. Sep. 1996        | 11. Okt. 1997                         | David Semel         | John Eisendrath                                |
| 181        | 5         | Dem Himmel so nah                                       | Pledging My Love          | 18. Sep. 1996        | 18. Okt. 1997                         | James Darren        | Phil Savath                                    |
| 182        | 6         | L.A. im Fegefeuer                                       | Housewarming              | 25. Sep. 1996        | 25. Okt. 1997                         | Chip Chalmers       | Jessica Klein                                  |
| 183        | 7         | Keine Angst vor Halloween                               | Fearless                  | 30. Okt. 1996        | 8. Nov. 1997                          | Harvey Frost        | Larry Mollin                                   |
| 184        | 8         | Was tut Frau nicht alles für die Liebe                  | The Things We Do for Love | 6. Nov. 1996         | 15. Nov. 1997                         | Gilbert Shilton     | Laurie McCarthy                                |
| 185        | 9         | Das Kind, das niemals war                               | Loser Takes All           | 13. Nov. 1996        | 22. Nov. 1997                         | Christopher Hibler  | John Eisendrath                                |
| 186        | 10        | Verschollen in Las Vegas                                | Lost in Las Vegas         | 20. Nov. 1996        | 29. Nov. 1997                         | Michael Lange       | Steve Wasserman                                |
| 187        | 11        | Du bist nicht allein                                    | If I Had a Hammer         | 27. Nov. 1996        | 6. Dez. 1997                          | Jason Priestley     | John Whelpley                                  |
| 188        | 12        | Salz auf offene Wunden                                  | Judgement Day             | 11. Dez. 1996        | 13. Dez. 1997                         | David Semel         | Phil Savath                                    |
| 189        | 13        | Morgen, Kinder, wird’s was geben                        | Gift Wrapped              | 18. Dez. 1996        | 20. Dez. 1997                         | Kevin Inch          | Christine McCarthy                             |
| 190        | 14        | Kein Mann für gewisse Stunden                           | Jobbed                    | 8. Jan. 1997         | 3. Jan. 1998                          | Jason Priestley     | Larry Mollin                                   |
| 191        | 15        | Phantom in dunkler Nacht                                | Phantom of C.U.           | 15. Jan. 1997        | 10. Jan. 1998                         | Les Landau          | Steve Wasserman                                |
| 192        | 16        | Eine Welt voll Angst                                    | Unnecessary Roughness     | 22. Jan. 1997        | 17. Jan. 1998                         | Gilbert Shilton     | John Whelpley                                  |
| 193        | 17        | Jede Drohung ein Versprechen                            | Face-Off                  | 29. Jan. 1997        | 24. Jan. 1998                         | Chip Chalmers       | Laurie McCarthy                                |
| 194        | 18        | Sag, dass du mich liebst!                               | We Interrupt This Program | 5. Feb. 1997         | 31. Jan. 1998                         | Kevin Inch          | John Eisendrath                                |
| 195        | 19        | Alte Flammen, nie verlöscht                             | My Funny Valentine        | 12. Feb. 1997        | 7. Feb. 1998                          | David Semel         | Jessica Klein                                  |
| 196        | 20        | Die Leiche liegt im Keller                              | With This Ring            | 19. Feb. 1997        | 14. Feb. 1998                         | Jason Priestley     | Phil Savath                                    |
| 197        | 21        | Am Ende eines jungen Lebens                             | Straight Shooter          | 26. Feb. 1997        | 21. Feb. 1998                         | Chip Chalmers       | Larry Mollin                                   |
| 198        | 22        | Kinder der Straße                                       | A Ripe Young Age          | 5. März 1997         | 28. Feb. 1998                         | Scott Paulin        | Steve Wasserman                                |
| 199        | 23        | Sturmwarnung                                            | Storm Warning             | 19. März 1997        | 7. März 1998                          | Bethany Rooney      | John Whelpley                                  |
| 200        | 24        | Es war einmal ein Prinz, der hatte zwei Prinzessinnen … | Spring Breakdown          | 2. Apr. 1997         | 14. März 1998                         | Charles Correll     | John Eisendrath Idee: Greg Plageman            |
| 201        | 25        | Damals ist heute                                        | Heaven Sent               | 9. Apr. 1997         | 21. März 1998                         | Anson Williams      | John Whelpley Idee: Larry Mollin & Phil Savath |
| 202        | 26        | Mein Herz schlägt nur für dich                          | The Long Goodbye          | 16. Apr. 1997        | 28. März 1998                         | Les Sheldon         | Ken Stringer                                   |
| 203        | 27        | Fremdes Tagebuch, sei mein                              | I Only Have Eyes for You  | 23. Apr. 1997        | 4. Apr. 1998                          | Christopher Hibler  | Laurie McCarthy                                |
| 204        | 28        | Freunde sind die besten Feinde                          | All That Jazz             | 30. Apr. 1997        | 11. Apr. 1998                         | Kevin Inch          | Phil Savath Idee: Larry Mollin & Phil Savath   |
| 205        | 29        | Leben sollst du nicht                                   | Mother’s Day              | 7. Mai 1997          | 18. Apr. 1998                         | Chip Chalmers       | Jessica Klein                                  |
| 206        | 30        | Countdown ins Leben                                     | Senior Week               | 14. Mai 1997         | 25. Apr. 1998                         | Jefferson Kibbee    | John Eisendrath                                |
| 207        | 31        | Auf zu neuen Ufern – Teil 1                             | Graduation Day (Part 1)   | 21. Mai 1997         | 2. Mai 1998                           | Jason Priestley     | Larry Mollin & Phil Savath                     |
| 208        | 32        | Auf zu neuen Ufern – Teil 2                             | Graduation Day (Part 2)   | 21. Mai 1997         | 9. Mai 1998                           | Jason Priestley     | Larry Mollin & Phil Savath                     |

## Staffel 8
Die Erstausstrahlung der achten Staffel war vom 10. September 1997 bis zum 20. Mai 1998 auf dem US-amerikanischen Sender Fox zu sehen. Die deutschsprachige Erstausstrahlung sendete der deutsche Free-TV-Sender RTL vom 12. September 1998 bis zum 24. April 1999.
| Nr. (ges.) | Nr. (St.) | Deutscher Titel                                           | Originaltitel                | Erstausstrahlung USA | Deutschsprachige Erstausstrahlung (D) | Regie              | Drehbuch                                                                               |
| ---------- | --------- | --------------------------------------------------------- | ---------------------------- | -------------------- | ------------------------------------- | ------------------ | -------------------------------------------------------------------------------------- |
| 209        | 1         | Fünf Freunde auf Hawaii – Teil 1                          | Aloha Beverly Hills (Part 1) | 10. Sep. 1997        | 12. Sep. 1998                         | Bethany Rooney     | Michael Braverman                                                                      |
| 210        | 2         | Fünf Freunde auf Hawaii – Teil 2                          | Aloha Beverly Hills (Part 2) | 10. Sep. 1997        | 12. Sep. 1998                         | Bethany Rooney     | Michael Braverman                                                                      |
| 211        | 3         | Blick zurück ins Leere                                    | Forgive and Forget           | 17. Sep. 1997        | 19. Sep. 1998                         | David Semel        | John Eisendrath                                                                        |
| 212        | 4         | Lieben wir uns?                                           | The Way We Weren’t           | 24. Sep. 1997        | 26. Sep. 1998                         | Frank Thackery     | Michael Cassutt                                                                        |
| 213        | 5         | Zurück ins Leben, das mir fremd …                         | Coming Home                  | 1. Okt. 1997         | 10. Okt. 1998                         | Georg Fenady       | Laurie McCarthy                                                                        |
| 214        | 6         | Dem Vater auf der Spur                                    | The Right Thing              | 15. Okt. 1997        | 17. Okt. 1998                         | Chip Chalmers      | Ken Stringer                                                                           |
| 215        | 7         | Stolz und Vorurteil                                       | Pride and Prejudice          | 22. Okt. 1997        | 24. Okt. 1998                         | Harvey Frost       | Rich Cooper                                                                            |
| 216        | 8         | Ball der zweisamen Herzen                                 | Toil and Trouble             | 29. Okt. 1997        | 7. Nov. 1998                          | Richard Denault    | Elle Triedman                                                                          |
| 217        | 9         | Erste Liebe gegen Geld                                    | Friends, Lovers and Children | 5. Nov. 1997         | 14. Nov. 1998                         | Michael R. Rhodes  | John Whelpley                                                                          |
| 218        | 10        | Kind der Nacht                                            | Child of the Night           | 12. Nov. 1997        | 21. Nov. 1998                         | Les Sheldon        | John Eisendrath                                                                        |
| 219        | 11        | Einmal muss Schluss sein                                  | Deadline                     | 19. Nov. 1997        | 28. Nov. 1998                         | Jon Paré           | Michael Cassutt                                                                        |
| 220        | 12        | Freunde in der Not                                        | Friends in Deed              | 3. Dez. 1997         | 5. Dez. 1998                          | Richard Denault    | Elle Triedman                                                                          |
| 221        | 13        | Witz komm raus …                                          | Comic Relief                 | 10. Dez. 1997        | 12. Dez. 1998                         | Chip Chalmers      | John Lavachielli                                                                       |
| 222        | 14        | Was weiß der Weihnachtsmann?                              | Santa Knows                  | 17. Dez. 1997        | 19. Dez. 1998                         | Charles Correll    | Laurie McCarthy                                                                        |
| 223        | 15        | Bereit für die Wahrheit?                                  | Ready or Not                 | 7. Jan. 1998         | 2. Jan. 1999                          | John McPherson     | Laurie McCarthy & Michael Cassutt Idee: Laurie McCarthy, Michael Cassutt & Rich Cooper |
| 224        | 16        | Der blanke Nerv                                           | Illegal Tender               | 14. Jan. 1998        | 9. Jan. 1999                          | Anson Williams     | Ken Stringer                                                                           |
| 225        | 17        | Goodbye, My Love, Goodbye                                 | The Elephant’s Father        | 21. Jan. 1998        | 16. Jan. 1999                         | Michael R. Rhodes  | Elle Triedman Idee: Elle Triedman & John Whelpley                                      |
| 226        | 18        | Ob die Liebe uns wohl kennt?                              | Rebound                      | 28. Jan. 1998        | 23. Jan. 1999                         | Charles Pratt, Jr. | Michael Cassutt                                                                        |
| 227        | 19        | Ein Liebeslied … nicht für mich                           | Crimes and Misdemeanors      | 4. Feb. 1998         | 30. Jan. 1999                         | Charles Correll    | Laurie McCarthy                                                                        |
| 228        | 20        | Armor schießt scharf                                      | Cupid’s Arrow                | 11. Feb. 1998        | 6. Feb. 1999                          | Kevin Inch         | Melissa Gould                                                                          |
| 229        | 21        | … dem glaubt man nicht!                                   | The Girl Who Cried Wolf      | 25. Feb. 1998        | 13. Feb. 1999                         | Richard Denault    | Ken Stringer                                                                           |
| 230        | 22        | Donnas böse kleine Helfer                                 | Law and Disorder             | 4. März 1998         | 20. Feb. 1999                         | Kevin Inch         | Doug Steinberg                                                                         |
| 231        | 23        | Alles wird gut … hoffentlich                              | Making Amends                | 11. März 1998        | 27. Feb. 1999                         | Joel J. Feigenbaum | Elle Triedman                                                                          |
| 232        | 24        | Zu viele Väter, zu viele Mütter                           | The Nature of Nurture        | 18. März 1998        | 6. März 1999                          | Michael R. Rhodes  | Michael Cassutt                                                                        |
| 233        | 25        | Das seltsame Verhalten verliebter Eltern in Beverly Hills | Aunt Bea’s Pickles           | 25. März 1998        | 13. März 1999                         | Christopher Hibler | Laurie McCarthy                                                                        |
| 234        | 26        | Nicht nur Gold, das glänzt                                | All That Glitters            | 1. Apr. 1998         | 20. März 1999                         | Michael Lange      | Tyler Bensinger                                                                        |
| 235        | 27        | Damals auf der Highschool …                               | Reunion                      | 15. Apr. 1998        | 27. März 1999                         | Chip Chalmers      | Doug Steinberg                                                                         |
| 236        | 28        | Liebe, Triebe und der ganze Rest                          | Skin Deep                    | 29. Apr. 1998        | 3. Apr. 1999                          | Kim Friedman       | Elle Triedman                                                                          |
| 237        | 29        | Willst du mich heiraten?                                  | Ricochet                     | 6. Mai 1998          | 10. Apr. 1999                         | Anson Williams     | Laurie McCarthy                                                                        |
| 238        | 30        | Noahs Arche                                               | The Fundamental Things Apply | 13. Mai 1998         | 17. Apr. 1999                         | Harvey Frost       | Michael Cassutt & Melissa Gould                                                        |
| 239        | 31        | Kein ganz normaler Hochzeitstag – Teil 1                  | The Wedding (Part 1)         | 20. Mai 1998         | 24. Apr. 1999                         | Harry Harris       | John Eisendrath, Laurie McCarthy, Doug Steinberg & Elle Triedman                       |
| 240        | 32        | Kein ganz normaler Hochzeitstag – Teil 2                  | The Wedding (Part 2)         | 20. Mai 1998         | 24. Apr. 1999                         | Harry Harris       | John Eisendrath, Laurie McCarthy, Doug Steinberg & Elle Triedman                       |

## Staffel 9
Die Erstausstrahlung der neunten Staffel war vom 16. September 1998 bis zum 19. Mai 1999 auf dem US-amerikanischen Sender Fox zu sehen. Die deutschsprachige Erstausstrahlung sendete der deutsche Free-TV-Sender RTL vom 9. Oktober 1999 bis zum 15. April 2000.
| Nr. (ges.) | Nr. (St.) | Deutscher Titel                              | Originaltitel                         | Erstausstrahlung USA | Deutschsprachige Erstausstrahlung (D) | Regie                | Drehbuch                                                  |
| ---------- | --------- | -------------------------------------------- | ------------------------------------- | -------------------- | ------------------------------------- | -------------------- | --------------------------------------------------------- |
| 241        | 1         | Am Morgen danach …                           | The Morning After                     | 16. Sep. 1998        | 9. Okt. 1999                          | Anson Williams       | John Eisendrath                                           |
| 242        | 2         | Sophie kann’s nicht lassen                   | Budget Cuts                           | 23. Sep. 1998        | 16. Okt. 1999                         | Chip Chalmers        | Laurie McCarthy                                           |
| 243        | 3         | Lügen haben hübsche Beine                    | Dealer’s Choice                       | 30. Sep. 1998        | 23. Okt. 1999                         | Jeff Melman          | Douglas Steinberg                                         |
| 244        | 4         | Mit dir im Bett durchs Internet              | Don’t Ask, Don’t Tell                 | 28. Okt. 1998        | 30. Okt. 1999                         | Richard Denault      | Ken Stringer                                              |
| 245        | 5         | Brandons Abgang                              | Brandon Leaves                        | 4. Nov. 1998         | 6. Nov. 1999                          | Christopher Hibler   | John Eisendrath                                           |
| 246        | 6         | Hilf mir!                                    | Confession                            | 11. Nov. 1998        | 13. Nov. 1999                         | Kevin Inch           | Tyler Bensinger                                           |
| 247        | 7         | Die Eine geht, der Andere kommt              | You Say Goodbye, I Say Hello          | 18. Nov. 1998        | 20. Nov. 1999                         | Michael Lange        | Gretchen J. Berg & Aaron Harberts                         |
| 248        | 8         | … und der Grund bist du!                     | I’m Back Because                      | 2. Dez. 1998         | 27. Nov. 1999                         | Artie Mandelberg     | John Eisendrath                                           |
| 249        | 9         | Die Asche meiner Frau                        | The Following Options                 | 9. Dez. 1998         | 4. Dez. 1999                          | Gabrielle Beaumont   | Laurie McCarthy                                           |
| 250        | 10        | Wie schön wär Schnee für meine Weihnachtsfee | Marathon Man                          | 16. Dez. 1998        | 11. Dez. 1999                         | Joel J. Feigenbaum   | Douglas Steinberg                                         |
| 251        | 11        | Wie verführt man eine Frau?                  | How to Be the Jerk Women Love         | 13. Jan. 1999        | 18. Dez. 1999                         | Harvey Frost         | John Eisendrath                                           |
| 252        | 12        | Hinter Gittern – Der Männerknast             | Trials and Tribulations               | 20. Jan. 1999        | 8. Jan. 2000                          | Roy Campanella II    | Ken Stringer Idee: Gretchen J. Berg & Aaron Harberts      |
| 253        | 13        | Dylans Hölle                                 | Withdrawal                            | 27. Jan. 1999        | 15. Jan. 2000                         | Kevin Inch           | John Eisendrath & Tyler Bensinger                         |
| 254        | 14        | Begrab’ deine Liebe am Ende der Sehnsucht    | I’m Married                           | 3. Feb. 1999         | 22. Jan. 2000                         | Anson Williams       | John Eisendrath                                           |
| 255        | 15        | Schock!                                      | Beheading St. Valentine               | 10. Feb. 1999        | 29. Jan. 2000                         | Frank Thackery       | Laurie McCarthy                                           |
| 256        | 16        | Trostpflaster Ex                             | Survival Skills                       | 17. Feb. 1999        | 5. Feb. 2000                          | Charles Correll      | Douglas Steinberg Idee: Gretchen J. Berg & Aaron Harberts |
| 257        | 17        | Gefangen im Schmerz                          | Slipping Away                         | 3. März 1999         | 12. Feb. 2000                         | Roy Campanella II    | John Eisendrath                                           |
| 258        | 18        | Zwei kamen in Mexiko                         | Bobbi Dearest                         | 10. März 1999        | 19. Feb. 2000                         | Christian I. Nyby II | Laurie McCarthy & Tyler Bensinger                         |
| 259        | 19        | Erpressung am St. Patrick’s Day              | The Leprechaun                        | 17. März 1999        | 26. Feb. 2000                         | Kevin Inch           | John Eisendrath                                           |
| 260        | 20        | Was des einen Glück …                        | Fortune Cookie                        | 7. Apr. 1999         | 4. März 2000                          | Luke Perry           | Douglas Steinberg & Ken Stringer                          |
| 261        | 21        | Was du jetzt denkst, verrat’ es mir!         | I Want to Reach Right Out and Grab Ya | 14. Apr. 1999        | 11. März 2000                         | Jennie Garth         | Gretchen J. Berg & Aaron Harberts                         |
| 262        | 22        | Local Hero                                   | Local Hero                            | 21. Apr. 1999        | 18. März 2000                         | Joel J. Feigenbaum   | Matt Dearborn                                             |
| 263        | 23        | Nicht fern ist das Ende der Welt …           | The End of the World as We Know It    | 28. Apr. 1999        | 25. März 2000                         | Michael R. Rhodes    | Tyler Bensinger Idee: Gretchen J. Berg & Aaron Harberts   |
| 264        | 24        | Niemand hört dich, wenn du schreist          | Dog’s Best Friend                     | 5. Mai 1999          | 1. Apr. 2000                          | Christopher Hibler   | Laurie McCarthy Idee: John Eisendrath                     |
| 265        | 25        | … und warum?                                 | Agony                                 | 12. Mai 1999         | 8. Apr. 2000                          | Anson Williams       | Douglas Steinberg                                         |
| 266        | 26        | … bis dahin, schlaf gut!                     | That’s the Guy                        | 19. Mai 1999         | 15. Apr. 2000                         | Michael Lange        | John Eisendrath                                           |

## Staffel 10
Die Erstausstrahlung der zehnten Staffel war vom 8. September 1999 bis zum 17. Mai 2000 auf dem US-amerikanischen Sender Fox zu sehen. Die deutschsprachige Erstausstrahlung sendete der deutsche Free-TV-Sender RTL vom 7. Oktober 2000 bis zum 14. April 2001.
| Nr. (ges.) | Nr. (St.) | Deutscher Titel                        | Originaltitel                                     | Erstausstrahlung USA | Deutschsprachige Erstausstrahlung (D) | Regie              | Drehbuch                                                                |
| ---------- | --------- | -------------------------------------- | ------------------------------------------------- | -------------------- | ------------------------------------- | ------------------ | ----------------------------------------------------------------------- |
| 267        | 1         | Früher war die Zukunft besser          | The Phantom Menace                                | 8. Sep. 1999         | 7. Okt. 2000                          | Charles Correll    | John Eisendrath                                                         |
| 268        | 2         | Mütter, Väter, Attentäter              | Let’s Eat Cake                                    | 15. Sep. 1999        | 14. Okt. 2000                         | Joel J. Feigenbaum | Laurie McCarthy                                                         |
| 269        | 3         | Kleine Liebesteufel                    | You Better Work                                   | 22. Sep. 1999        | 21. Okt. 2000                         | Harvey Frost       | Gretchen J. Berg & Aaron Harberts                                       |
| 270        | 4         | Janet & Steve                          | A Fine Mess                                       | 29. Sep. 1999        | 28. Okt. 2000                         | Allan Kroeker      | John Eisendrath                                                         |
| 271        | 5         | Meine Mutter, die Lesbe                | The Loo-Ouch                                      | 20. Okt. 1999        | 4. Nov. 2000                          | Kim Friedman       | Tyler Bensinger                                                         |
| 272        | 6         | Boogie Night                           | 80s Night                                         | 27. Okt. 1999        | 11. Nov. 2000                         | Chip Chalmers      | John Eisendrath                                                         |
| 273        | 7         | Rosarote Augenblicke                   | Laying Pipe                                       | 3. Nov. 1999         | 18. Nov. 2000                         | Luke Perry         | Matt Dearborn                                                           |
| 274        | 8         | Junge Gewalt, alter Hass               | Baby, You Can Drive My Car                        | 10. Nov. 1999        | 25. Nov. 2000                         | Kevin Inch         | Gretchen J. Berg & Aaron Harberts Idee: Laurie McCarthy                 |
| 275        | 9         | Ups, es kommt eine Schwester!          | Family Tree                                       | 17. Nov. 1999        | 2. Dez. 2000                          | Allison Liddi      | John Eisendrath                                                         |
| 276        | 10        | Kleiner Engel Madeline                 | What’s in a Name?                                 | 17. Nov. 1999        | 9. Dez. 2000                          | Christopher Hibler | Scott Fifer                                                             |
| 277        | 11        | Warum der Schmerz am Ende aller Lügen? | Sibling Revelry                                   | 15. Dez. 1999        | 16. Dez. 2000                         | Graeme Lynch       | John Eisendrath                                                         |
| 278        | 12        | Last Christmas …                       | Nine Yolks Whipped Lightly                        | 22. Dez. 1999        | 23. Dez. 2000                         | Joel J. Feigenbaum | Laurie McCarthy                                                         |
| 279        | 13        | Mein Geld anderer Leute                | Tainted Love                                      | 12. Jan. 2000        | 30. Dez. 2000                         | Robert Weaver      | Jim Halterman                                                           |
| 280        | 14        | Club der Verlierer                     | I’m Using You ’Cause I Like You                   | 19. Jan. 2000        | 13. Jan. 2001                         | Ian Ziering        | Gretchen J. Berg & Aaron Harberts                                       |
| 281        | 15        | Wir haben Noah …                       | Fertile Ground                                    | 26. Jan. 2000        | 20. Jan. 2001                         | Victor Lobl        | John Eisendrath                                                         |
| 282        | 16        | Nenn’ mich Dad, bevor ich gehe         | The Final Proof                                   | 9. Feb. 2000         | 27. Jan. 2001                         | Brian Austin Green | Matt Dearborn & Tyler Bensinger                                         |
| 283        | 17        | Ich muss weg!                          | Doc Martin                                        | 16. Feb. 2000        | 3. Feb. 2001                          | Kevin Inch         | John Eisendrath & Laurie McCarthy                                       |
| 284        | 18        | Das Geheimnis um Dylans toten Vater    | Eddie Waitkus                                     | 1. März 2000         | 10. Feb. 2001                         | Chip Chalmers      | John Eisendrath                                                         |
| 285        | 19        | Little Big Brother                     | I Will Be Your Father Figure                      | 8. März 2000         | 17. Feb. 2001                         | Tori Spelling      | Gretchen J. Berg & Aaron Harberts Idee: Scott Fifer                     |
| 286        | 20        | Es war einmal ein explodierter Vater … | Ever Hear the One About the Exploding Father?     | 15. März 2000        | 24. Feb. 2001                         | Anson Williams     | John Eisendrath & Laurie McCarthy                                       |
| 287        | 21        | Schach-Matt                            | Spring Fever                                      | 22. März 2000        | 3. März 2001                          | Allison Liddi      | Annie Brunner                                                           |
| 288        | 22        | Was nützt dem toten Hasen Ostern?      | The Easter Bunny                                  | 5. Apr. 2000         | 10. März 2001                         | Charles Correll    | John Eisendrath                                                         |
| 289        | 23        | www.donna-shop.com                     | And Don’t Forget to Give Me Back My Black T-Shirt | 19. Apr. 2000        | 17. März 2001                         | Allan Kroeker      | Matt Dearborn & Tyler Bensinger Idee: Gretchen J. Berg & Aaron Harberts |
| 290        | 24        | Kelly und die Männer                   | Love Is Blind                                     | 26. Apr. 2000        | 24. März 2001                         | Jennie Garth       | John Eisendrath                                                         |
| 291        | 25        | Donna & David                          | I’m Happy for You… Really                         | 10. Mai 2000         | 31. März 2001                         | Roy Campanella II  | Laurie McCarthy                                                         |
| 292        | 26        | Wehe dem, der’s Happy End verpennt!    | The Penultimate                                   | 17. Mai 2000         | 7. Apr. 2001                          | Michael Lange      | John Eisendrath                                                         |
| 293        | 27        | Es ist an der Zeit …                   | Ode to Joy                                        | 17. Mai 2000         | 14. Apr. 2001                         | Kevin Inch         | John Eisendrath                                                         |